# Кокдумалакское нефтегазоконденсатное месторождение
Кокдумалакское нефтегазоконденсатное месторождение является месторождением природного газа, природного газового конденсата в Узбекистане. Общие доказанные запасы газового месторождения Кокдумалак составляют около 343 км3, а добыча планировалась на уровне 1,28 млрд м3 (в 2013 году).
Кокдумалакское месторождение обеспечивает основную часть добычи нефти и конденсата в масштабах Республики Узбекистан.

## Геологическое расположение
Расположено в Миришкорском районе Кашкадарьинской области, в 12 км к западу от города Карши.
Месторождение находится в платформенной, юго-восточной части Денгизкульского нефтегазоносного района и относится к Амударьинской газонефтеносной провинции. Оно расположено недалеко от крупных газоконденсатных месторождений, таких как Алан, Зеварди, Уртабулак.
Нефть на месторождении добывается газлифтным путем, попутный газ до 2005 года полностью сжигался на факелах.

## История
Геологические исследования с целью изучения нефте- и газоносных возможностей начались 1929 году.
С 30-х по 50-е годы поисковые работы в этих районах были значительно расширены.
Первое открытие газоносного слоя в этом районе было сделано в 1953 году в области Сеталантепе на северо-восточной окраине Амударьинской газонефтеносной провинции, которое дало дополнительный стимул для активных разведочных работ в прилегающих районах. Первое крупное открытие в бассейне в 1956 г. — гигантское газовое месторождение Газли, Бухарской области.
С 1957 года начались широкие поиски на всей территории Амударьинской провинции. Планомерные геологоразведочные работы позволили открыть ряд месторождений в этих районах. На базе этих исследований и теоретических разработок удалось установить рифогенные ловушки в прикарбонатных отложениях Уртабулакского и других прилегающих районах.
В 1979—1980 годах наличие структуры Кокдумалак было исследовано в результате сейсморазведки в Южном Уртабулокском районе, и были начаты геологоразведочные работы по глубоким скважинам.
В 1985 г. две скважины, дали большое количество газа с конденсатом.
В 1986 г. из 3-й скважины была получена промышленно важная нефть, относящаяся к верхнеюрским карбонатным отложениям. На руднике было пробурено 18 скважин, из них 1 параметрическая, 3 разведочные. Скважины на Кокдумалакском месторождении показали наличие здесь юрских, меловых, палеогеновых и неоген-четвертичных отложений . Глубина скважин достигала 3631 м.
В 1995 году подписывается контракт между государственной корпорацией Узбекнефтегаз с консорциумом Келог (США) и «Нишо Иваи» (Япония) на поставку компрессорных станций и другого оборудования. Добыча нефти увеличивается до 7 млн т.
К 1996 году на руднике пробурено 103 скважины, из них 46 нефтедобывающих, 13 вододобывающих, 17 газодобывающих и 10 контрольных.